# Isla Arce
La isla Arce es una pequeña isla de origen rocoso en el golfo San Jorge del mar Argentino, se encuentra ubicada aproximadamente a unos 7 km de la costa, frente a la provincia argentina del Chubut.
Abundan cañadones con sedimento y poca vegetación. La costa es dominantemente de piedra, las playas son de arena y conchilla mientras que las caletas poseen fondos de piedra, arena y conchilla. En la isla también se pueden encontrar algas (Macrocystis pyrifera); razón por la cual en la isla funcionó durante un tiempo una planta para la producción de las mismas.
Este es uno de los tres sitios en la Patagonia donde nidifica el petrel gigante (Macronectes giganteus) además de ser la zona de nidificación de otras especies: cormorán imperial, pingüino de magallanes, pato vapor cabeza blanca, gaviota parda antártica, gaviota cocinera, gaviota austral, gaviotín colilargo, y paloma antártica.
La isla, además posee una colonia de reproducción del lobo marino de dos pelos (Arctocephalus australis) y un asentamiento no reproductivo de lobo marino de un pelo (Otaria flavescens). El lobo marino de dos pelos ha sido calificada como especie rara, mientras que el pato vapor cabeza blanca es endémica. Las especies carismáticas son: el pingüino de magallanes y las dos especies de lobos marinos.
En 2008 se creó el Parque Interjurisdiccional Marino Costero Patagonia Austral, el cual incluye a la isla Arce.